# Les Mutants de l'espace
Pour plus de détails, voir Fiche technique et Distribution.
Les Mutants de l'espace (Mutant Aliens) est un film d'animation réalisé par l'américain Bill Plympton en 2001. C'est une comédie parodique de science-fiction pour adultes.

## Synopsis
L'astronaute Earl Jensen s'envole pour une mission dans l'espace dirigée par le Dr Frubar, laissant derrière lui sa petite fille de cinq ans, Josie. Le lancement est un succès, mais le Dr Frubar fait croire à un incident et abandonne Earl dans l'espace. Vingt ans après, Josie, qui travaille dans un observatoire et espère toujours retrouver une trace de son père perdu dans l'espace, découvre un astéroïde sur le point de s'écraser sur la Terre. Le miracle survient : C'est la capsule de son père. Peu après, atterrit un énorme vaisseau d'où sortent cinq mutants de l'espace qui vont aider Earl à se venger.

## Fiche technique
- Réalisation : Bill Plympton
- Scénario : Bill Plympton
- Production : Bill Plympton, John Holderried
- Musique : Hank Bones, Maureen McElheron
- Son : Georgia Hilton
- Montage : Anthony Arcidi
- Genre : Animation, parodie de science-fiction
- Durée : 1 h 23
- Date de sortie : janvier 2002 en France

## Distribution

### Voix originales
- Dan McComas :  Earl Jensen
- Francine Lobis :  Josie Jensen
- George Casden :  Le Dr. Frubar, le président
- Matthew Brown :  Darby, Tomkins
- Jay Cavanaugh :  Boris
- Amy Allison :  La secrétaire
- Christopher Schukai :  Le garde
- Kevin Kolack :  Le prêtre
- Vera Beren :  Le reporter

### Voix françaises
Source : Planète Jeunesse
- Bernard Demory : Earl Jensen
- Nathalie Homs : Josie
- Olivier Hémon : Docteur Frubar
- Emmanuel Fouquet : Darby
- Sebastien Chartier : Tompkins
- Alain Foret
- Sophie Gourdin
- Ludivine de Chastenet
- Bertrand Combe
- Vincent Azé : L'homme du président
- Isabelle Laporte
- Michel Vignaud
- Manuel Attati
- Michèle Nahon

Directeur d'artistique : Thierry Berthier
Adaptation française : Martine Leroy-Battistelli

## Commentaires
- Grand Prix au Festival international du film d'animation d'Annecy en 2001.
- Festival du cinéma américain de Deauville en 2001.

### Documentation
- Bill Plympton (int. par Virginie Greiner), « Par mutatis ! », BoDoï, no 48,‎ janvier 2002, p. 86.